# Saint-Maigrin
Saint-Maigrin è un comune francese di 579 abitanti situato nel dipartimento della Charente Marittima nella regione della Nuova Aquitania.

## Società

### Evoluzione demografica
Abitanti censiti